# ناریتا ناگایاسو
ناریتا ناگایاسو (ژاپنی: 成田 長泰 なりた ながやす؛ زادهٔ ۱ ژانویهٔ ۱۴۹۵- مرگ ۸ ژوئیهٔ ۱۵۹۰)، سامورایی، ارباب قلعه اوشی در ولایت موساشی؛ پسر ارشد ناریتا چیکایاسو و پدر ناریتا اوجیناگا اهل ژاپن بود. وی پدربزرگ کای هیمه بود. وی همچنین برادر ناریتا یاسوسوئه بود.